# Anelaphus piceus
Anelaphus piceus là một loài bọ cánh cứng trong họ Cerambycidae.